# Wawreczka
Wawreczka (słow. Vavrečka) – wieś i gmina (obec) w północnej Słowacji, w powiecie Namiestów, w kraju żylińskim. 

## Położenie
Położona jest w dolinie Białej Orawy, u jej ujścia do Jeziora Orawskiego. Zabudowania wsi leżą na prawym brzegu rzeki, już na łagodnie podnoszących się w kierunku południowym stokach Magury Orawskiej. Przez wieś przepływa potok Vavrečanka, spływający ze zboczy Magurki i uchodzący już bezpośrednio do Jeziora Orawskiego.
Północnym skrajem zabudowań wsi wiedzie droga nr 520, biegnąca z Twardoszyna południowym brzegiem Jeziora Orawskiego i kończąca się na zachodnim skraju Wawreczki połączeniem z drogą krajową nr 78.

## Historia
Powstała pod koniec XVI wieku na prawie wołoskim. Po raz pierwszy wzmiankowana w 1600 roku jako Sigmondka.
Gmina Wawreczka od 2004 roku współpracuje z polską gminą Łękawica (powiat żywiecki). Efektem tej współpracy jest realizacja kilka wspólnych projektów unijnych.

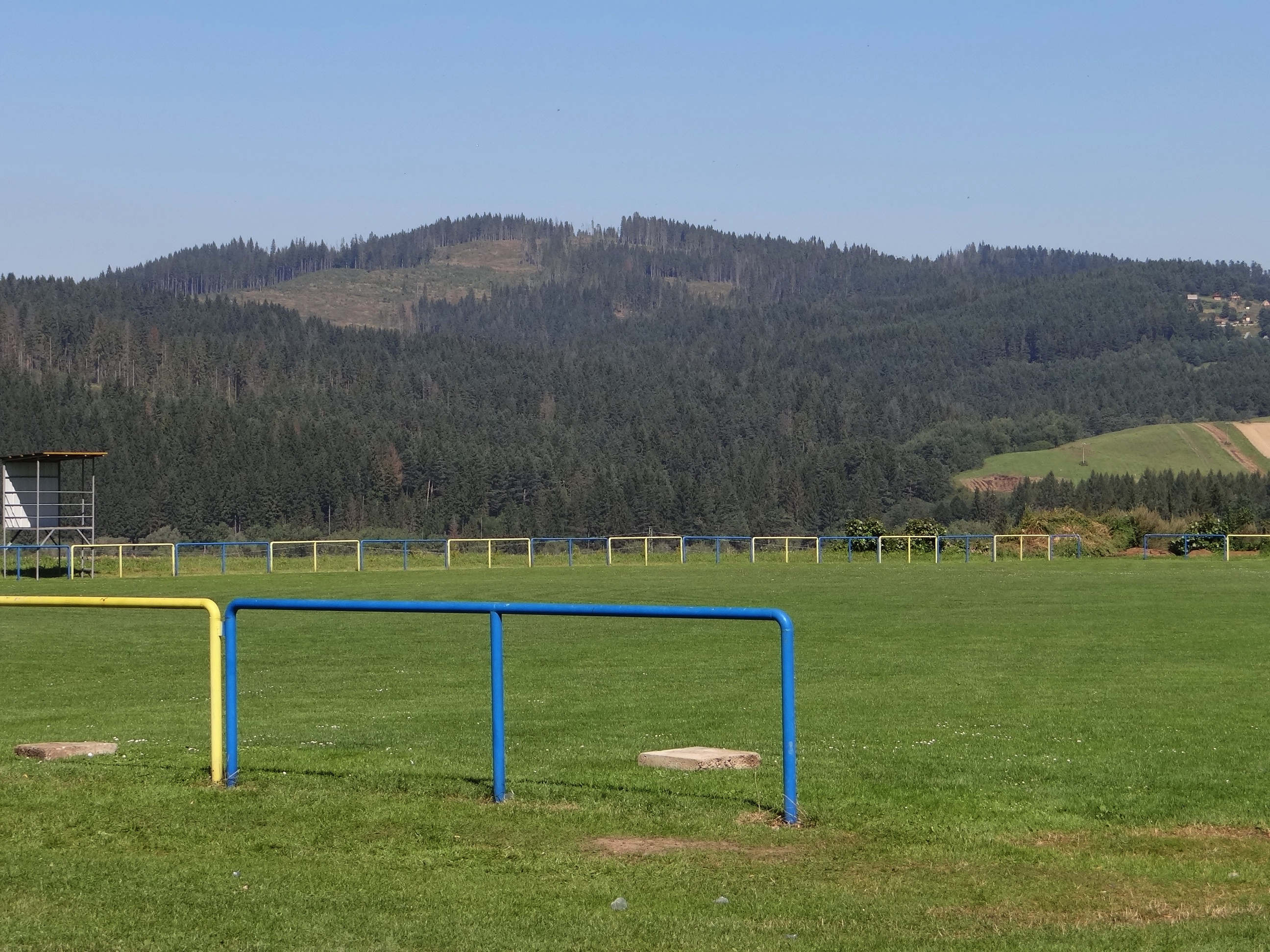
Stadion w Wawreczce i widok na Beskidy Kisuckie